# Château du Lau
Le château du Lau  se situe sur la commune du Duhort-Bachen, dans le département français des Landes. Il est classé aux monuments historiques par arrêté du 2 avril 1997.

## Présentation
Le château du Lau est l'un des deux châteaux privés que compte la commune de Duhort-Bachen, l'autre étant le château de Bachen.

### Historique
Le château actuel est édifié au XVe siècle à l'emplacement d'une fortification médiévale, peut-être de type motte castrale. Il est construit pour Antoine de Castelnau du Lau, chambellan de Louis XI. Le roi lui confie d'importantes fonctions dont celle de sénéchal de Guyenne, de Bazadais et des Lannes. Le souverain le récompense généreusement avant de le disgracier en 1466. C'est durant cette période qu'Antoine fait édifier sa demeure d'agrément, encore habitée de nos jours par ses descendants.

### Architecture
Extérieur
Son architecture est empreinte d'influence flamande. Il se compose d'un corps de logis en briques du XVe siècle à l'est encadré par deux tours rondes crénelées, d'une aile en retour d'équerre de la fin du Moyen Age réaménagée au XIXe siècle au sud, d'un châtelet d'entrée, ouvrage défensif rhabillé au XIXe siècle à l'ouest, disposés autour d'une cour intérieure. Au nord, la construction démolie a laissé place à un fossé en eau fermant la cour, dont le tracé courbe épouse le contour d'une butte arasée. Sur la façade s'ouvrent huit fenêtres à meneaux de pierre finement moulurés dont les consoles sont sculptées de motifs animaliers et végétaux.
Intérieur
La salle principale est dotée d'un plafond à solives en chêne d'origine, quatre hautes fenêtres à croisée comportant chacune deux coussièges et une cheminée à hotte sculptée : pieds-droits surmontés de chapiteaux aux lions, tambours prismatiques bordés de guirlandes ou de personnages. Le linteau est orné de deux frises avec guirlande de feuillages, fleurs, escargots et personnages traités avec humour. Entre elles, un blason (buché) incliné de gauche à droite et coiffé d'un cimier à lambrequin, portait sans doute les armoiries du premier propriétaire du château. Il est surmonté d'une clef sculptée représentant une femme battant son mari.

## Galerie

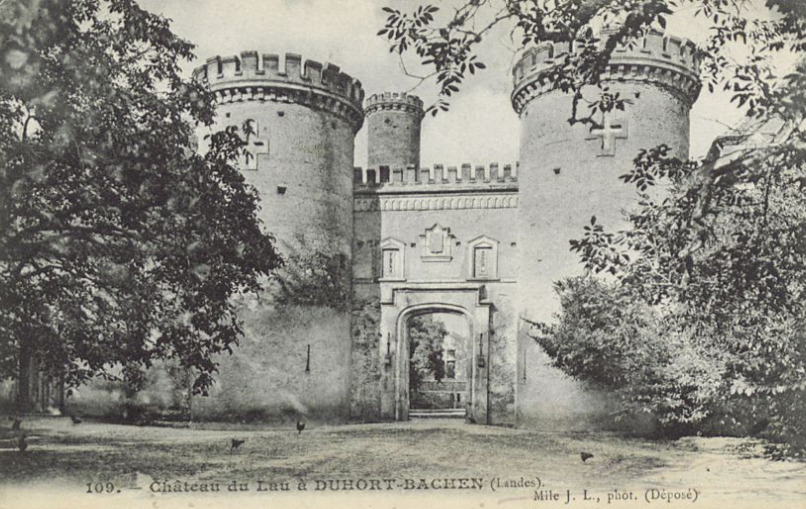
Carte postale ancienne